# Флорентино Амегіно
Флорентино Амегіно (ісп. Florentino Ameghino; 1853-1911) — аргентинський натураліст, палеонтолог, антрополог. Автор декількох праць з палеонтології та антропології («Минуле людини в Ла-Платі», 1880-81; «Викопні ссавці Південної Америки», 1880; «Внесок у вивчення викопних ссавців Аргентинської Республіки», 1889), в яких висунув гіпотезу про те, що людина вперше з'явилася у Південній Америці. З 1887 по 1902 роки здійснив 14 експедицій у Патагонію, де знайшов та описав численні скам'янілі рештки вимерлих птахів та ссавців.

## Біографія
Народився 18 вересня 1854 року у місті Лухан в Аргентині у сім'ї італійських емігрантів. Він був палеонтологом-самоучкою. Він зібрав одну з найбільших у світі у той час колекцій скам'янілостей, що служила йому базою для численних геологічних та палеонтологічних досліджень та відкриттів. Амегіно був піонером у розвитку філогенетики та палеонтологічного підходу еволюційної біології. Також керував відділом зоології Національного університету Кордови і був членом Національної академії наук Аргентини. Згодом він став директором музею природничих наук імені Бернардіно Рівадавія у Буенос-Айресі.
У 1889 році Флорентино Амегіно опублікував свій магнум-опус «Скам'янілості ссавців Аргентинської республіки», що складається з 1028 сторінок та атласу ілюстрацій. У 1906 році видав книгу «Осадові формації крейдового та третинного періодів у Патагонії», в якій не лише описував скам'янілості, але й висував гіпотези про еволюцію різних груп ссавців. В останні роки життя (1907—1911) Амегіно повернувся до антропології, зайнявся описом давніх культур та людей.
Його опубліковані роботи згруповані у 24 томи з 700 до 800 сторінок, кожне з яких містить класифікації, дослідження, порівняння та описи понад 9000 видів вимерлих тварин.

## Вшанування
На честь Амегіно названі:
- кратер Амегіно на Місяці;
- округ Флорентіно-Амегіно у провінції Буенос-Айрес і департамент у провінції Чубут;
- міста у провінціях Буенос-Айрес, Чубут і Місьйонес;
- «Ameghiniana» — палеонтологічний журнал;
- ГЕС Флорентино-Амегіно і канал у провінції Буенос-Айрес;
- 110 біологічних видів;
- також багато площ, вулиць, навчальних закладів, парків, бібліотек та музеїв у різних містах Аргентини.